# 真田本城
真田本城（さなだほんじょう）は、長野県小県郡真田町（現上田市）にあった日本の城（山城）。戦国期に活躍する真田一族発祥の地である真田の郷にあった。別名は松尾城。

## 概要
戦時用の山城であり、平時の政務機能は麓にある真田氏館に置かれた。真田盆地の対峰に要害の地戸石城を望み、更に周囲の峰々にも数多くの支城群が連なり、単体の山城ではなく真田盆地を取り囲む山城群の司令部的存在と考えられている。
別名「松尾城」とも呼ばれるが、その場合、鳥居峠方面にある支城「松尾城」は松尾古城と区別して呼ばれる。ただ築城時期を鎌倉時代とすると、松尾古城の方が古いという訳ではなくなり、はっきりしていない面が多い。
様々な背景から本城という名称が付けられているものの、この城が実際に真田氏の本城として機能していたかは定かではない。

## 歴史
築城は戦国時代の天文年間（1532年 - 1555年）に、武田家臣の真田幸綱と伝わっていたが、発掘調査により、鎌倉時代からも使用の痕跡があり、真田氏以前にも山城が存在していたとも考えられている。
天文10年（1541年）に甲斐国の武田信虎、信濃国諏訪郡の諏訪頼重、村上義清連合軍が信濃佐久・小県郡侵攻を行う（海野平の戦い）。これにより、滋野氏嫡流の海野棟綱と共に、真田幸綱は本領を奪われ上野国へ亡命した。この当時の真田本城については史料が残されておらず、不明な点が多い。村上氏は真田本城の支城の一つである戸石城を小県郡支配の拠点として使っていた。
天文20年（1551年）に、武田晴信（信玄）の命を受けた幸綱は戸石城を奪取して、小県の本領を回復した。以来、幸綱・信綱・昌幸の三代に渡って、真田氏館、真田本城およびその支城群が整備された。上田城に移るまで真田氏館と共に、真田氏の本拠地であったとも考えられている。

## 真田氏館のその他の支城群
- 天白城 : 真田氏館の背後に位置し、真田本城よりも距離が近く、これらが本城の機能を果たしていたとの考えもある。
- 松尾城（松尾古城）：鳥居峠（吾妻・上州）方面。鳥居峠を越えて岩櫃城、沼田城と続く。
- 洗馬城・根小屋城・横尾城：地蔵峠（松代・北信濃）方面。洗馬城は真田氏最初の拠点。
- 殿城山城
- 伊勢崎城・矢沢城：上田方面
- 内小屋城：平地に建てられた2代目の拠点。後背地に横尾城があるため、実質的には館と考えられる。
- 戸石城：実態は戸石城を中心とする山城群。村上氏時代に大幅に増改築された。